# Slobozia, Argeș
Slobozia là một xã thuộc hạt Argeș, România. Dân số thời điểm năm 2002 là 5111 người.